# 科諾迪米尼
科諾迪米尼（法語：Konodimini），是馬里的城鎮，位於該國西南部，由塞古區的塞古省負責管轄，面積362平方公里，海拔高度299米，2009年人口16,719，人口密度每平方公里46人。